# ヌプ坪駅
ヌプ坪駅（ヌプピョンえき）は朝鮮民主主義人民共和国両江道恵山市に位置する朝鮮民主主義人民共和国鉄道省北部内陸線の駅である。